# BBG Herford
Die BBG Herford (offiziell: Basketballgemeinschaft Herford e. V.) ist ein Basketballverein aus Herford.

## Geschichte
Im Jahre 2001 schlossen sich die Basketballabteilungen der Turngemeinde Herford und der DJK Eintracht Herford zu einer Spielgemeinschaft zusammen. Da die Zusammenarbeit gut funktionierte, kam es fünf Jahre später zur Fusion der Abteilungen zur BBG Herford.
Die Herforder stiegen im Jahre 2012 unter der Leitung des US-Amerikaners Geno Nesbitt, der von 2000 bis 2013 (ab 2006 für die BBG) in Herford als Spieler und als Jugendtrainer sowie teils auch Spielertrainer der Herrenmannschaft tätig war, erstmals in die viertklassige 1. Regionalliga West auf und schafften den Klassenerhalt. Bis 2013 war Nesbitt Herforder Spielertrainer.
2013 wurde Stefan Schettke als Trainer geholt. In der Saison 2013/14 mussten die Herforder nach vielen Wechseln, Undiszipliniertheiten im Kader und dem krankheitsbedingten Ausfall Schettkes wieder absteigen. Der Verein setzte daraufhin verstärkt auf Spieler aus der Region Ostwestfalen-Lippe und schaffte im Jahre 2015 den direkten Wiederaufstieg. Nach vier Niederlagen zu Beginn der Saison 2015/16 wurde das Traineramt neu besetzt: Markus Röwenstrunk kam, Schettke arbeitete bis Ende Februar 2016 im Jugendbereich weiter. In der 1. Regionalliga West spielten die Herforder zunächst gegen den Abstieg, ehe es Ende der 2010er Jahre sportlich aufwärts ging. 2017 übernahm der US-Amerikaner William Massenburg das Traineramt. Im Oktober 2018 wurde Massenburg entlassen, Nachfolger wurde der erfahrene Grieche Christos Diktapanidis. Zur Saison 2019/20 wurde Ilijas Mašnić als Trainer verpflichtet. In der Saison 2019/20 wurde die BBG Vizemeister hinter den RheinStars Köln. Mašnić wurde in der Sommerpause 2020 vom aus Bielefeld nach Herford gewechselten David Bunts abgelöst.
Unter Bunts’ Leitung schloss die BBG die Hauptrunde der Saison 2021/22 als Tabellenführer der 1. Regionalliga West ab. In der folgenden Meisterrunde setzten sich die Herforder gegen die Hamm Stars sowie den Deutzer TV durch. In den Endspielen ging es gegen den BSV Wulfen um den Titel sowie die Erlangung des Aufstiegsrechts in die 2. Bundesliga ProB. Hier setzte sich die BBG mit zwei Siegen durch. Die Spieler mit den besten Punktemittelwerten der Herforder Meistermannschaft waren der Litauer Dainius Zvinklys, die beiden US-Amerikaner Juhwan Koffi Harris-Dyson und Filip Serwatka sowie Omar Zemhoute.
In der 2. Bundesliga ProB fand sich die BBG im Tabellenkeller wieder. Im Februar 2023 wurde nach nur zwei Siegen aus 18 Spielen ein Trainerwechsel vorgenommen: Diktapanidis kam zurück. Er ersetzte Bunts, der im Verein blieb und sich fortan seinen Aufgaben in der Nachwuchsarbeit widmete. Am Ende der Hauptrunde der Saison 2022/23 wies die BBG vier Siege und 20 Niederlagen auf und hielt als Tabellenvorletzter die Klasse.
Nachdem Diktapanidis das Traineramt Ende 2023 aus persönlichen Gründen abgegeben hatte, kam der Finne Miika Sopanen als Nachfolger. Sopanen verfehlte mit der BBG den Klassenerhalt in der 2. Bundesliga ProB, der Ende März 2024 feststand. Mit dem zuvor in der Herforder Jugendarbeit tätigen Denis Ibričić kam in Hinblick auf das Spieljahr 2024/25 ein neuer Trainer. Anfang Dezember 2024 musste das Amt abgeben. Der Verein gab einen „Vorfall im außersportlichen Bereich“ als Grund an. Mihajlo Paskulov übernahm vorübergehend, ehe Ende desselben Monats der Moldauer Nicolai Coputerco als neuer Trainer verpflichtet wurde. Das Ziel, mit Coputerco im weiteren Verlauf der Saison 2024/25 den Meistertitel in der 1. Regionalliga West zu gewinnen, wurde nicht erreicht, die Mannschaft schied im Viertelfinale aus. Anfang Juni 2025 gab die BBG die Trennung von Coputerco bekannt und holte noch im selben Monat den ehemaligen Bundesligaspieler Chase Griffin als dessen Nachfolger.

## Halle
Die BBG Herford trägt die Heimspiele in der Sporthalle des Friedrichs-Gymnasiums aus, die auch als BBG-Arena bekannt ist.

## Trainer
| Amtszeit        | Name                          |
| --------------- | ----------------------------- |
| 2011–2013       | Geno Nesbitt (Spielertrainer) |
| 2013–09/2015    | Stefan Schettke               |
| 09/2015–2017    | Markus Röwenstrunk            |
| 2017–10/2018    | William Massenburg            |
| 10/2018–2019    | Christos Diktapanidis         |
| 2019–2020       | Ilijas Mašnić                 |
| 2020–02/2023    | David Bunts                   |
| 02/2023–12/2023 | Christos Diktapanidis         |
| 01/2024–04/2024 | Miika Sopanen                 |
| 2024–12/2024    | Denis Ibričić                 |
| 12/2024         | Mihajlo Paskulov              |
| 12/2024–06/2025 | Nicolai Coputerco             |
| seit 06/2025    | Chase Griffin                 |

## Persönlichkeiten
- Dion Mohammed Braimoh
- Thomas Gajda
- Jonas Herold
- Niklas Kiel
- Ilijas Mašnić
- Klaus Schütz
- Thomas Szewczyk
- Ole Wendt
- Alexander Winck